# حالة مقيدة
في فيزياء الكم، الحالة المقيدة (بالإنجليزية: Bound state)‏ هي حالة كمومية لجسيم خاضع لكمون، او لطاقة كامنة، بحيث يتقيد الجسم ضمن مجموعة محددة من الحالات. الحالة المقيدة هي على عكس الحالة الحرة، التي لا يخضع فيها الجسم لطاقة كامنة مقيدة لحركته.
الجسم المقيد مثل الجسيم الذي لديه ميل للبقاء موضعيًا في منطقة واحدة أو أكثر من الفضاء. قد تكون الإمكانات خارجية أو قد تكون نتيجة وجود جسيم آخر؛ في الحالة الأخيرة، يمكن للمرء أن يعرف بشكل مكافئ حالة مرتبطة كحالة تمثل جسيمين أو أكثر تتجاوز طاقتها التفاعلية الطاقة الإجمالية لكل جسيم منفصل. إحدى النتائج هي أنه بالنظر إلى التلاشي المحتمل عند اللانهاية، يجب تقييد حالات الطاقة السلبية. بشكل عام، طيف الطاقة لمجموعة الحالات المقيدة منفصل، على عكس الجسيمات الحرة، التي لها طيف مستمر.
على الرغم من أن الحالات غير المقيدة بالمعنى الدقيق للكلمة، فإن الحالات غير المستقرة ذات طاقة التفاعل الإيجابية الصافية، ولكن وقت الاضمحلال الطويل، غالبًا ما تُعتبر حالات مرتبطة غير مستقرة أيضًا وتسمى «حالات شبه ملزمة». تشمل الأمثلة بعض النويدات المشعة والإلكتريت.[بحاجة لمصدر]
في نظرية الحقل الكمومي النسبي، تقابل حالة الارتباط المستقرة لعدد n من الجسيمات بكتل {\displaystyle \{m_{k}\}_{k=1}^{n}} قطبًا في مصفوفة S مع طاقة مركز كتلة أقل من {\displaystyle \textstyle \sum _{k}m_{k}}. تظهر حالة الربط غير المستقرة كقطب مع مركز معقد طاقة الكتلة.